# Shungnak
Shungnak – miasto w Stanach Zjednoczonych, w stanie Alaska, w okręgu Northwest Arctic.